# Mölndalsån
Mölndalsån er en å som løber gennem Härryda kommun, Mölndals kommun og Göteborgs kommun og munder ud i i Göta älv. Mölndalsån har et afvandingsområde på 268 kvadratkilometer.
Mölndalsån regnes for at begynde ved udløbet fra Västra Nedsjön i Hindås i den østlige del af Härryda kommune, men har sine kilder i Store og Lille Hallesjön i den nordlige del af Bollebygds kommune. Den fortsætter gennem Östra Nedsjön via et sund til Västra Nedsjön. Åen gennemløber Härryda kommune fra øst til vest og løber gennem søerne Landvettersjön (Gröen) og Rådasjön samt byerne Hindås, Härryda, Landvetter og Mölnlycke.
I Mölndals kommun løber åen fra Rådasjön til Stensjön. Denna korte, brede strækning kaldes Ståloppet. Kort efter Stensjön fortsætter åen ned mellem de gamle fabrikker, hvor faldhøjden er 48 meter. Allerede i 1300-tallet var her mange vandmøller og i 1600-tallet var her 41 anlæg med møllekværne, stampemøller og papirsfabrikation. Detta har givet området navnet Kvarnbyn (kværn- eller møllebyen). Helt frem i 1940'erne havde nogle af disse stadig produktion.
Gennem Mölndals centrum løber åen i en underjordisk tunnel, og endnu en tunnel findes i Krokslätt ved kommunegrænsen til Göteborg.
Åen fortsætter ind i Göteborgs kommun, hvor den ved Ullevi slutter sig til kanalen Fattighusån som via en sluse ved Drottningtorget forbinder åen med Göteborgs kanaler. Nedenfor forbindelsen med Fattighusån er der en opstemning "Dämmet", som sammen med slusen holder vandniveauet på passende højde. Mölndalsån skifter navn til Gullbergsån en lille kilometer før den via en tredje tunnel forenes med Säveåns munding ved Gullbergsvass og løber ud i Göta älv. Denne tunnel blev anlagt i 1960'erne øst om åen, da Tingstadstunnellens søndre tilslutningsvej skulle bygges hvor åen indtil da løb.

## Åen som transportvej
Mölndalsån var den vigtigste transportrute mellem Göteborg og Mölndal helt frem til år 1900. Man anvendte pramme til at transportere varer og kul til dampmaskinerne. Det var også almindeligt, at man om foråret flåtede tømmer fra skovene ovenfor Mölndal og ud til Göta älv. Strækningen fra Dämmet til Liseberg blev ved juletid besejlet af passagerbåden Julpaddan.